# Američki indijanski pokret
Američki indijanski pokret  (American Indian Movement; AIM) pokret je Američkih Indijanaca, ima više ogranaka.

## Povijest
Pokret američkih domorodaca nastao u ljeto 1968. godine u gradu Minneapolisu da bi se zaštitila građanska prava američkih domorodaca, osobito, se tada mislilo na policijsku brutalnost koja se primjenjivala nad Indijancima. Zametak svega ovoga počeo je još 1961. osnivanjem NIYC-a (National Indian Youth Council) i kasnije (1964.) osnivanjem SAIA (Opstanak Američkih Indijanaca) da bi se sačuvala prava Indijanaca iz Washingtona na ribolov van granica rezervata. AIM se konačno javlja 1968. Prvu značajniju akciju poduzeli su Mohawk-Indijanci blokadom Cornwall International Bridge-a, na granici USA i Kanade, kada je mnogo protestanata uhićeno.  Mohawki ne miruju pa još iste godine (9 novembra)  njihov poglavica Richard Oakes vodi pohod na otok Alcatraz. Već od sutrašnjeg dana započinje devetnaest-mjesečna okupacija Alcatraza kojega su preplavili Indijanci iz mnogih plemena.

### Opsada Washingtona
AIM ne miruje i Indijanci postaju sve glasniji, 1972. AIM organizira  'Trail of Broken Treaties Caravan’. Dennis Banks i Russell Means u ljeto 1972. održavaju miting u Denveru, planirajući  ‘karavan’ za Washington. Plan je da se Indijanci okupe na zapadnoj obali (engl. West Coast; Pacifik, op.) i u 10 mjesecu krenu autima, autobusima, i kako tko stigne, 'Stazom prekršenih ugovora’ na Washington. U Minneapolisu ih dočekuje velika grupa Ojibwa Indijanaca koja se priključuje ovom karavanu. Sve je završilo opsadom Biroa za Indijanske poslove (Bureau of Indian Affairs), gdje su polupali sve što im nije bilo bitno i pokupili njima važne dokumente. 

### Opsada Ranjenok Koljena
1973. oko 200 Siouxa vođeni članovima AIM-a zauzeli su maleno mjesto Wounded Knee u South Dakoti, mjestu gdje je nakon poraza Generala Custera američka konjica napravila 1890. masakr nad Miniconjou Siouxima. Wounded Knee su Indijanci držali 70 dana u svojim rukama, nakon čega su se predali.

## Vanjske poveznice
- Službena stranica